# Marketing management
Il marketing management è la disciplina organizzativa che si focalizza sull'applicazione pratica del marketing, delle tecniche e metodi all'interno di imprese e organizzazioni per la gestione di risorse e attività di marketing.
La globalizzazione ha portato le imprese ad inserirsi in mercati oltre i confini della nazione di provenienza, facendo in modo che il marketing internazionale diventi parte della strategia di marketing.
I manager del marketing sono spesso responsabili per influenzare il livello, le tempistiche e la composizione della domanda dei clienti. In parte, questo perché il ruolo del marketing manager può variare significativamente a seconda della grandezza dell'impresa, della cultura aziendale e del contesto industriale.
Il marketing management spesso si sovrappone alla pianificazione strategica.
Coloro che si occupano di questo settore vengono definiti marketing manager (in italiano "responsabili delle strategie di marketing" o semplicemente "responsabili delle strategie).

## Struttura
La gestione del marketing utilizza strumenti dell'economia e della strategia competitiva per analizzare il contesto industriale in cui opera l'azienda. Questi includono le cinque forze di Porter, l'analisi di gruppi strategici di concorrenti, l'analisi della catena del valore e altri.
Nell'analisi della concorrenza, i professionisti del marketing creano profili dettagliati di ciascun concorrente sul mercato, concentrandosi sui relativi punti di forza e di debolezza della concorrenza utilizzando l'analisi SWOT. I responsabili del marketing esamineranno la struttura dei costi di ciascun concorrente, le fonti di profitto, le risorse e le competenze, il posizionamento competitivo e la differenziazione del prodotto, il grado di integrazione verticale, le risposte storiche agli sviluppi del settore e altri fattori.
La gestione del marketing spesso conduce ricerche di mercato e ricerche di mercato per eseguire analisi di marketing. Gli esperti di marketing impiegano una varietà di tecniche per condurre ricerche di mercato, ma alcune delle più comuni includono:
- Ricerche di marketing qualitative, come focus group e vari tipi di interviste
- Ricerche di marketing quantitative, come le indagini statistiche
- Tecniche sperimentali come mercati di prova
- Tecniche di osservazione come l'osservazione etnografica (sul posto).

I responsabili del marketing possono anche progettare e supervisionare vari processi di scansione ambientale e di intelligence competitiva per aiutare a identificare le tendenze e informare l'analisi di marketing dell'azienda.